# Kuno Herterich
Kuno Herterich (* 4. April 1880 in München; † 18. September 1928 ebenda) war ein deutscher Maler, Entwerfer und Fachlehrer.

## Leben und Werk
Kuno Herterich war der voreheliche Sohn der Gärtnerstochter Anastasia Sturm (1855–1905) aus München, der zweiten Ehefrau des Malers und Akademieprofessors Johann Caspar Herterich, die er nach der Geburt des Sohnes heiratete. Aus der ersten Ehe des Vaters stammten zwei Halbgeschwister, Rosa Anna Maria (* 1874); verheiratet mit dem Maler und Grafiker Fritz Dannenberg (* 1871), sowie Karl Franz, der nachmalige Schauspieler und Direktor des Burgtheaters in Wien. Als leibliche Geschwister folgten die als Kleinkind verstorbene Gerda Elise (1883–1884) und Hilda (1886–1935; Schauspielerin).
Nach dem Besuch der Grundschule trat Kuno Herterich 1890 ins Münchner Maximiliansgymnasium ein, das er 1897 wieder verließ, nachdem er als guter Turner mehrere Preise errungen hatte. Mit dem 13. Oktober 1898 ist sein Eintritt in die Naturklasse seines Vaters an der Münchner Kunstakademie dokumentiert, die er mindestens bis zum Wintersemester 1903/04 besuchte. Er erhielt eine Anstellung als Fachlehrer an der Fortbildungsschule für Stein- und Bildhauer, wurde 1913 zum Reallehrer und schließlich zum Studienprofessor an der Städtischen Gewerbeschule in München ernannt. Von den nach seinem Entwurf angefertigten Arbeiten ist lediglich ein „Mehrteiliges Buffet in französischer Ulme; verglast“, ausgeführt von Peter Kaßeckert 1909 bekannt geworden.
Ende 1914 wurde er als Leutnant der Reserve in Flandern schwer verwundet; als Hauptmann wurde er mit dem Eisernen Kreuz I. Klasse ausgezeichnet.
1923 ging er in München mit Anna Maria Schmidt aus Oldenburg (* 1889) die Ehe ein; 1924 wurde die Tochter Sibylle geboren.

## Archivalien
- Urkunde für Kuno Herterich. In: Herterich, Johann (1843–1905), München, 24.10.1882–24.01.1906: Urkunden Münchner Stadtbibliothek / Monacensia, Signatur: Herterich, Johann A III/1-9.